# Kontich FC

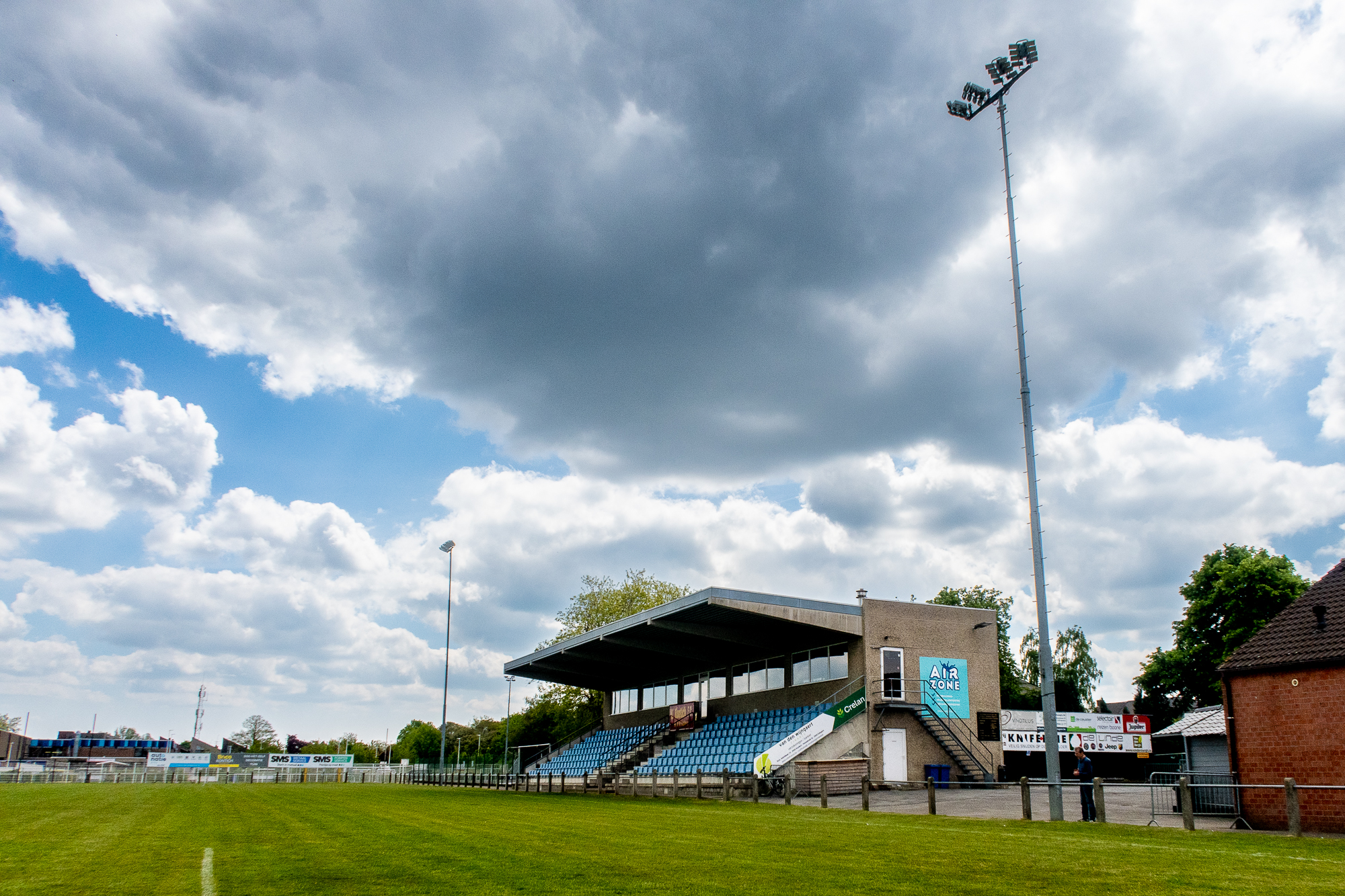
De tribune van het Gemeentelijk Stadion in Kontich.

K. Kontich FC is een Belgische voetbalclub uit Kontich. De club is aangesloten bij de KBVB met stamnummer 3029 en heeft rood en geel als kleuren. De club speelde in haar bestaan verschillende jaren in de nationale reeksen. Kontich heeft ook een damesploeg.

## Geschiedenis
Sinds de jaren 1938/39 speelden in Kontich de ploegen Kontich Boys en Groeninghe Sport, die aantraden in het Antwerps Liefhebbersverbond, een amateurbond. Uit het samengaan van deze ploegen groeide de huidige club en deze maakte in juli 1941 de overstap naar de KBVB. Men sloot aan als Kontich AC en kreeg stamnummer 3029 toegekend. Groeninghe Sport bleef nog even onder eigen naam doorspelen in het liefhebbersverbond, maar burgemeester A. Apers drong toch op een fusie aan. Men kwam tot een akkoord op 1 juli 1942 en de clubnaam werd Kontich FC. De club ging van start in Derde Provinciale.
In 1943/44 haalde de club er de titel en zo steeg het naar Tweede Provinciale. Door de Tweede Wereldoorlog werden even geen competities ingericht, maar vanaf 1945/46 kon men aantreden in Tweede Provinciale. Kontich bleef er meerdere jaren, en greep er in 1946 en 1947 zelfs net naast de titel. In 1952/53 lukte het uiteindelijk toch. Kontich werd ongeslagen kampioen en stootte door naar Eerste Provinciale.
De club bleef ook op het hoogste provinciale niveau sterk presteren. Meteen werd Kontich er kampioen en zo steeg de club in 1954 voor het eerst in haar bestaan naar de nationale reeksen. Ook in Vierde Klasse bleef men het goed doen en eindigde men telkens bij de beteren. In 1957 strandde Kontich zelfs op een tweede plaats: het had evenveel punten als reekswinnaar RC Lokeren, maar Lokeren had een match minder verloren en werd kampioen. Kontich greep naast de titel en de promotie. Kontich bleef de volgende jaren bij de beteren. In 1961 slaagde men er uiteindelijk toch in reekswinnaar te worden en zo promoveerde club voor het eerst naar Derde Klasse.
In Derde Klasse lukte het echter niet voor de club. Zijn eerst seizoen einde Kontich meteen afgetekend als allerlaatste en zo zakte men in 1962 weer naar Vierde Klasse. Na deze degradatie kreeg Kontich het sportief en financieel moeilijker. Het eerst seizoen in Vierde kon de club zich nog handhaven, in het tweede kon men echter maar nipt de degradatie vermijden, en in het derde seizoen strandde men toch op een voorlaatste plaats. Na 11 jaar provinciaal voetbal zakte Kontich zo in 1965 weer naar de provinciale reeksen. In 1967 zakte men er zelfs verder naar Tweede Provinciale. In 1973/74 streed men er nog mee met de beteren en won men de Beker van Antwerpen, maar het jaar erop ging het verder bergaf met de club: in 1975 zakte Kontich naar Derde Provinciale. Ondertussen werd in de club ook damesvoetbal gespeeld. Vanaf 1971 richtte de KBVB officieel damesvoetbal in en Kontich trad het eerste seizoen aan met een ploeg.
De club kwam opnieuw in financiële moeilijkheden en in april 1977 nam de beheerraad er collectief ontslag. Burgemeester M. Kempenaers nam het initiatief de club te redden. Hij stelde een nieuwe beheerraad samen waarvan hij voorzitter werd, en met de nodige fondsen werd de club gered. Ook sportief klom de club geleidelijk aan weer uit het dal. Dankzij een titel in 1981 promoveerde men weer naar Tweede Provinciale en in 1983 klom men weer op naar Eerste Provinciale. De opmars werd echter afgeremd en Kontich FC zakte weer weg. Op 26 april 1992 werd de club omwille van het 50-jarig bestaat koninklijk. Om uit de problemen te komen fusioneerde men Kontich Sport.
In 1992 keerde Kontich dankzij een titel terug in Tweede Provinciale. In 1997 haalde men ook daar de titel en zo keerde Kontich dat jaar terug naar het hoogste provinciale niveau. In 1999 stootte de club uiteindelijk na 35 jaar opnieuw door naar de nationale reeksen. Kontich speelde enkele seizoen in Vierde Klasse in de middenmoot, al werd in 2003 de degradatiezone nipt ontlopen. In 2005/06 eindigde Kontich uiteindelijk toch als op twee na laatste en zakte zo na zes seizoenen weer uit de nationale reeksen. In 2009 zakte men weer verder naar Tweede. In het seizoen 2016/17 werd Kontich na 21 jaar opnieuw kampioen in 2de provinciale en was de promotie naar 1de Prov. Antw. een feit.
De damesploeg van Kontich was ondertussen een vaste waarde geworden in de nationale reeksen van het damesvoetbal en had er zelfs enkele seizoenen op het hoogste niveau gespeeld. Ook 2009/10 was Kontich kampioen geworden in de Tweede Klasse van het damesvoetbal. De damesafdeling ging echter samenwerken met Germinal Beerschot, een eersteklasser uit het mannenvoetbal. In 2010 werd een nieuwe club opgericht, GBA-Kontich FC, waarin de damesploegen voortaan waren ondergebracht met het oog op een fusie. Sinds 2014 is de damesploeg onder het stamnummer van Kontich FC.

## Resultaten
| Seizoen | Klasse | Klasse | Klasse | Klasse | Klasse | Klasse | Klasse | Klasse | Klasse | Reeks                                                    | Punten                                                   | Opmerkingen                                              |
|         | 1A     | 1B     | 1Am    | 2Am    | 3Am    | P.I    | P.II   | P.III  | P.IV   | Vanaf 2016-17 zijn er 3 nationale en 2 regionale niveaus | Vanaf 2016-17 zijn er 3 nationale en 2 regionale niveaus | Vanaf 2016-17 zijn er 3 nationale en 2 regionale niveaus |
| ------- | ------ | ------ | ------ | ------ | ------ | ------ | ------ | ------ | ------ | -------------------------------------------------------- | -------------------------------------------------------- | -------------------------------------------------------- |
| 2016/17 |        |        |        |        |        |        | 1      |        |        | Tweede Prov. Antw. A                                     | 62                                                       |                                                          |
| 2017/18 |        |        |        |        |        | 5      |        |        |        | Eerste Prov. Antw.                                       | 47                                                       |                                                          |
| 2018/19 |        |        |        |        |        | 2      |        |        |        | Eerste Prov. Antw.                                       | 45                                                       |                                                          |
| 2019/20 |        |        |        |        |        | 11     |        |        |        | Eerste Prov. Antw.                                       | 27                                                       |                                                          |
| 2020/21 |        |        |        |        |        | -      |        |        |        | Eerste Prov. Antw.                                       | -                                                        | Seizoen geschrapt wegens Covid-19                        |
| 2021/22 |        |        |        |        |        | 4      |        |        |        | Eerste Prov. Antw.                                       | 62                                                       |                                                          |
| 2022/23 |        |        |        |        |        | 3      |        |        |        | Eerste Prov. Antw.                                       | 57                                                       |                                                          |
| 2023/24 |        |        |        |        |        | 6      |        |        |        | Eerste Prov. Antw.                                       | 50                                                       |                                                          |
| 2024/25 |        |        |        |        |        | 2      |        |        |        | Eerste Prov. Antw.                                       | 65                                                       |                                                          |
| 2025/26 |        |        |        |        |        |        |        |        |        | Eerste prov. Antw.                                       |                                                          |                                                          |